# Luke Shaw
Pour les articles homonymes, voir Shaw.
Luke Shaw, né le 12 juillet 1995 à Kingston upon Thames (Angleterre), est un footballeur international anglais qui évolue au poste de défenseur à Manchester United.

## Biographie

### Southampton
Dès l'âge de huit ans, en 2003, Shaw rejoint le comté d'Hampshire pour rejoindre le Southampton FC, club avec lequel il gravit tous les échelons du club jusqu'à intégrer l'équipe première. Il fait ses débuts pour l'équipe le 28 janvier 2012 dans un match de la FA Cup contre Millwall. La saison 2012-2013 il joue régulièrement dans l'équipe A, son premier match dans la Premier League étant le 10 novembre 2012 contre Swansea City. Il termine la saison avec 25 matchs dans la ligue.

### Manchester United

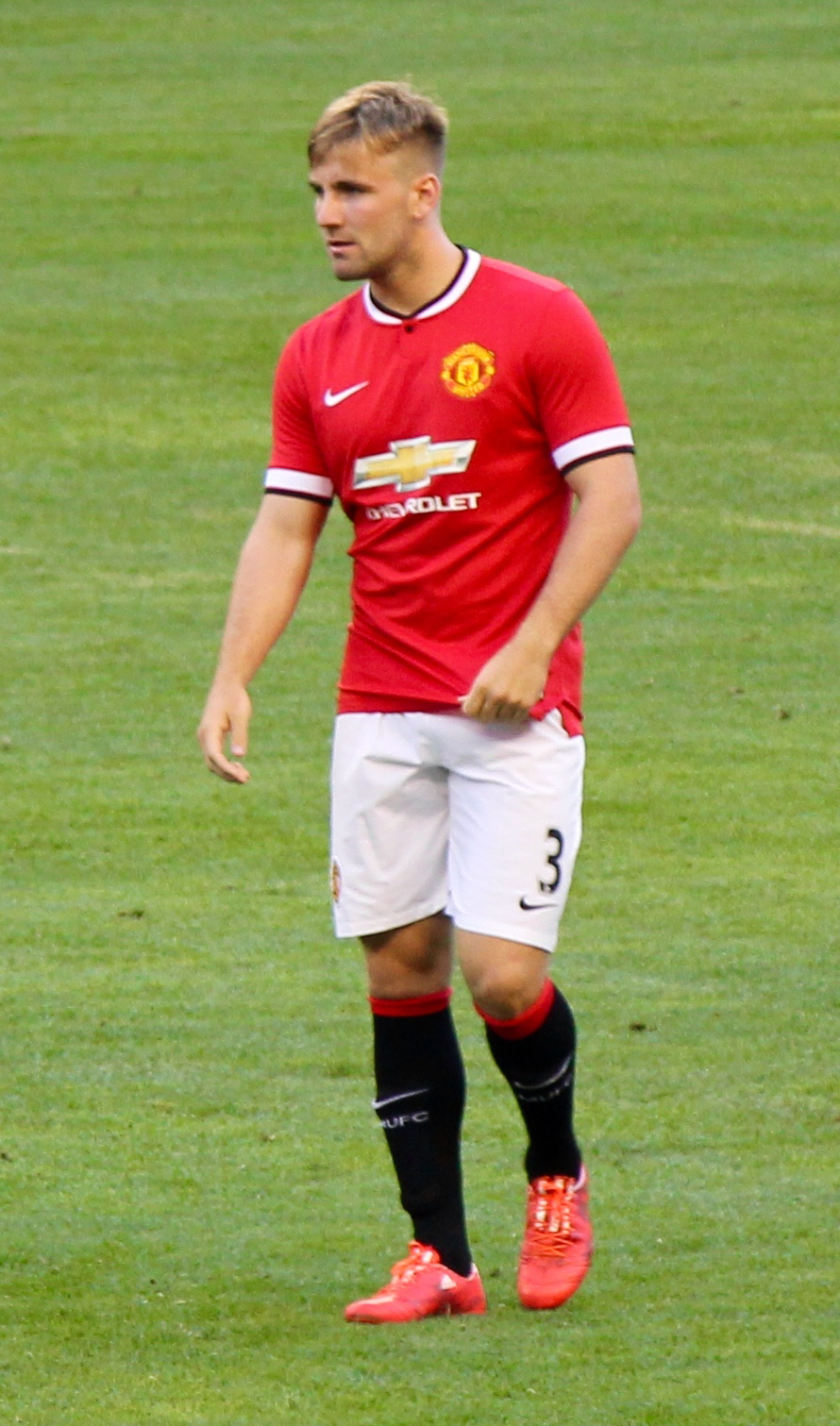
Luke Shaw avec Manchester United en 2015.

Le 27 juin 2014, il rejoint le club de Manchester United pour quatre ans contre un montant estimé à 33 millions d'euros et on lui attribue le numéro 3 laissé libre par Patrice Évra parti à la Juventus. Lors de la saison 2015/16, Luke Shaw change son numéro 3 contre le numéro 23 et dit qu'il est plus à l'aise avec ce numéro et qu'il veut terminer sa carrière avec le numéro 23.
Le 15 septembre 2015, lors d'un match contre le PSV Eindhoven en Ligue des champions (victoire 2 à 1 du PSV Eindhoven), il est victime d'une double fracture de la jambe droite à la suite d'un tacle de Héctor Moreno qui le rend indisponible au moins six mois. Il est opéré dans la nuit à Eindhoven
Le 10 août 2018, Shaw marque son premier but en pro et avec Manchester United face à Leicester City (victoire 2-1) et deux mois plus tard le 18 octobre 2018, il signe une prolongation de contrat de cinq ans, soit jusqu'en 2023 et une option de prolongation d'un an,.
Après être devenu un membre de l'équipe type, le 24 décembre 2022 l'option de prolongation d'un an de son contrat est activé et est donc sous contrat jusqu'en 2024. Après une saison 2021-2022 ponctué de plusieurs blessure et d'une concurrence avec Alex Telles, il ne jouera que 27 matchs, mais avec l'arrivée d'Erik ten Hag et de Tyrell Malacia, Shaw récupère sa place de titulaire dans le onze de Manchester. Le 4 avril 2023, alors en fin de contrat en 2024, Shaw prolonge avec Manchester United pour trois saisons supplémentaires, soit jusqu'en 2027.

### Carrière internationale
Le 5 septembre 2013, il fait ses débuts pour l'Angleterre espoirs dans un match contre la Moldavie espoirs.
Le 27 février 2014, il est sélectionné par Roy Hodgson pour jouer avec l'équipe A contre le Danemark où il remplace Ashley Cole à la 46e minute du match. 
Le 12 mai 2014, l’entraîneur de l'équipe d'Angleterre de football annonce que Luke Shaw fait partie des sélectionnés pour la Coupe du monde 2014 au Brésil.
Lors de la finale de l'Euro 2020 face à l'Italie, il inscrit le premier but du match dès la deuxième minute de jeu. 
Le 10 novembre 2022, il est sélectionné par Gareth Southgate pour participer à la Coupe du monde 2022.
En juin 2024, il fait partie de la liste des 26 joueurs convoqués par Gareth Southgate pour disputer l'Euro 2024.

## Statistiques

### En club
| Saison                | Club                  | Championnat           | Championnat | Championnat | Championnat | Coupe nationale | Coupe nationale | Coupe nationale | Coupe de la Ligue | Coupe de la Ligue | Coupe de la Ligue | Supercoupe | Supercoupe | Supercoupe | Compétition(s) continentale(s) | Compétition(s) continentale(s) | Compétition(s) continentale(s) | Compétition(s) continentale(s) | Total | Total | Total |
| Saison                | Club                  | Division              | M.          | B.          | P.d.        | M.              | B.              | P.d.            | M.                | B.                | P.d.              | M.         | B.         | P.d.       | Comp.                          | M.                             | B.                             | P.d.                           | M.    | B.    | P.d.  |
| 2011-2012             | Southampton FC        | Championship          | 0           | 0           | 0           | 1               | 0               | 0               | 0                 | 0                 | 0                 | -          | -          | -          | -                              | -                              | -                              | -                              | 1     | 0     | 0     |
| 2012-2013             | Southampton FC        | Premier League        | 25          | 0           | 0           | 1               | 0               | 0               | 2                 | 0                 | 0                 | -          | -          | -          | -                              | -                              | -                              | -                              | 28    | 0     | 0     |
| 2013-2014             | Southampton FC        | Premier League        | 35          | 0           | 2           | 3               | 0               | 0               | 0                 | 0                 | 0                 | -          | -          | -          | -                              | -                              | -                              | -                              | 38    | 0     | 2     |
| Sous-total            | Sous-total            | Sous-total            | 60          | 0           | 2           | 5               | 0               | 0               | 2                 | 0                 | 0                 | -          | -          | -          | -                              | -                              | -                              | -                              | 67    | 0     | 2     |
| 2014-2015             | Manchester United     | Premier League        | 16          | 0           | 0           | 4               | 0               | 0               | 0                 | 0                 | 0                 | -          | -          | -          | -                              | -                              | -                              | -                              | 20    | 0     | 0     |
| 2015-2016             | Manchester United     | Premier League        | 5           | 0           | 1           | 0               | 0               | 0               | 0                 | 0                 | 0                 | -          | -          | -          | C1                             | 3                              | 0                              | 0                              | 8     | 0     | 1     |
| 2016-2017             | Manchester United     | Premier League        | 11          | 0           | 2           | 1               | 0               | 0               | 2                 | 0                 | 0                 | 1          | 0          | 0          | C3                             | 4                              | 0                              | 0                              | 19    | 0     | 2     |
| 2017-2018             | Manchester United     | Premier League        | 11          | 0           | 0           | 4               | 0               | 0               | 3                 | 0                 | 0                 | -          | -          | -          | C1                             | 1                              | 0                              | 0                              | 19    | 0     | 0     |
| 2018-2019             | Manchester United     | Premier League        | 29          | 1           | 4           | 3               | 0               | 1               | 0                 | 0                 | 0                 | -          | -          | -          | C1                             | 8                              | 0                              | 0                              | 40    | 1     | 5     |
| 2019-2020             | Manchester United     | Premier League        | 24          | 0           | 0           | 3               | 1               | 2               | 2                 | 0                 | 0                 | -          | -          | -          | C3                             | 4                              | 0                              | 1                              | 33    | 1     | 3     |
| 2020-2021             | Manchester United     | Premier League        | 32          | 1           | 5           | 3               | 0               | 0               | 2                 | 0                 | 0                 | -          | -          | -          | C1+C3                          | 4+6                            | 0+0                            | 1+0                            | 47    | 1     | 6     |
| 2021-2022             | Manchester United     | Premier League        | 20          | 0           | 3           | 2               | 0               | 0               | 0                 | 0                 | 0                 | -          | -          | -          | C1                             | 5                              | 0                              | 2                              | 27    | 0     | 5     |
| 2022-2023             | Manchester United     | Premier League        | 31          | 1           | 2           | 4               | 0               | 1               | 3                 | 0                 | 1                 | -          | -          | -          | C3                             | 9                              | 0                              | 2                              | 47    | 1     | 6     |
| 2023-2024             | Manchester United     | Premier League        | 12          | 0           | 0           | 1               | 0               | 0               | 0                 | 0                 | 0                 | -          | -          | -          | C1                             | 2                              | 0                              | 1                              | 15    | 0     | 1     |
| 2024-2025             | Manchester United     | Premier League        | 7           | 0           | 0           | 0               | 0               | 0               | 0                 | 0                 | 0                 | -          | -          | -          | C3                             | 5                              | 0                              | 0                              | 12    | 0     | 0     |
| 2025-2026             | Manchester United     | Premier League        | 1           | 0           | 0           | -               | -               | -               | -                 | -                 | -                 | -          | -          | -          | -                              | -                              | -                              | -                              | 1     | 0     | 0     |
| Sous-total            | Sous-total            | Sous-total            | 199         | 3           | 17          | 25              | 1               | 4               | 12                | 0                 | 1                 | 1          | 0          | 0          | -                              | 51                             | 0                              | 7                              | 288   | 4     | 29    |
| Total sur la carrière | Total sur la carrière | Total sur la carrière | 259         | 3           | 19          | 30              | 1               | 4               | 14                | 0                 | 1                 | 1          | 0          | 0          | -                              | 51                             | 0                              | 7                              | 355   | 4     | 31    |

### En sélection
| Années                | Sélection             | Phases finales              | Phases finales | Phases finales | Phases finales | Éliminatoires | Éliminatoires | Éliminatoires | Éliminatoires | Amicaux | Amicaux | Amicaux | Autres compétitions | Autres compétitions | Autres compétitions | Autres compétitions | Total | Total | Total |
| Années                | Sélection             | Comp.                       | M.             | B.             | P.d.           | Comp.         | M.            | B.            | P.d.          | M.      | B.      | P.d.    | Comp.               | M.                  | B.                  | P.d.                | M.    | B.    | P.d.  |
| --------------------- | --------------------- | --------------------------- | -------------- | -------------- | -------------- | ------------- | ------------- | ------------- | ------------- | ------- | ------- | ------- | ------------------- | ------------------- | ------------------- | ------------------- | ----- | ----- | ----- |
| 2014                  | Angleterre            | Coupe du monde 2014         | 1              | 0              | 0              | -             | -             | -             | -             | 3       | 0       | 0       | -                   | -                   | -                   | -                   | 4     | 0     | 0     |
| 2015                  | Angleterre            | -                           | -              | -              | -              | Euro 2016     | 2             | 0             | 2             | -       | -       | -       | -                   | -                   | -                   | -                   | 2     | 0     | 2     |
| 2016                  | Angleterre            | Euro 2016                   | -              | -              | -              | Euro 2016     | -             | -             | -             | -       | -       | -       | -                   | -                   | -                   | -                   | 0     | 0     | 0     |
| 2017                  | Angleterre            | -                           | -              | -              | -              | CdM 2018      | 0             | 0             | 0             | 1       | 0       | 0       | -                   | -                   | -                   | -                   | 1     | 0     | 0     |
| 2018                  | Angleterre            | Coupe du monde 2018         | -              | -              | -              | -             | -             | -             | -             | -       | -       | -       | LdN                 | 1                   | 0                   | 1                   | 1     | 0     | 1     |
| 2019                  | Angleterre            | Ligue des nations 2018-2019 | -              | -              | -              | Euro 2020     | -             | -             | -             | -       | -       | -       | -                   | -                   | -                   | -                   | 0     | 0     | 0     |
| 2020                  | Angleterre            | -                           | -              | -              | -              | -             | -             | -             | -             | -       | -       | -       | LdN                 | -                   | -                   | -                   | 0     | 0     | 0     |
| 2021                  | Angleterre            | Euro 2020                   | 6              | 1              | 3              | CdM 2022      | 4             | 0             | 2             | 1       | 0       | 0       | LdN                 | -                   | -                   | -                   | 11    | 1     | 5     |
| 2022                  | Angleterre            | Coupe du monde 2022         | 5              | 0              | 1              | -             | -             | -             | -             | 2       | 1       | 0       | LdN                 | 2                   | 1                   | 0                   | 9     | 2     | 1     |
| 2023                  | Angleterre            | -                           | -              | -              | -              | Euro 2024     | 3             | 0             | 0             | -       | -       | -       | -                   | -                   | -                   | -                   | 3     | 0     | 0     |
| 2024                  | Angleterre            | Euro 2024                   | 3              | 0              | 0              | Euro 2024     | -             | -             | -             | -       | -       | -       | -                   | -                   | -                   | -                   | 3     | 0     | 0     |
| Total sur la carrière | Total sur la carrière | Total sur la carrière       | 15             | 1              | 4              | -             | 9             | 0             | 4             | 7       | 1       | 0       | -                   | 3                   | 1                   | 1                   | 34    | 3     | 9     |

#### Matchs internationaux
Le tableau suivant liste les rencontres de l'équipe d'Angleterre dans lesquelles Luke Shaw a été sélectionné depuis le 5 mars 2014 jusqu'à présent :

#### Buts internationaux
| Buts internationaux de Luke Shaw | Buts internationaux de Luke Shaw | Buts internationaux de Luke Shaw | Buts internationaux de Luke Shaw | Buts internationaux de Luke Shaw | Buts internationaux de Luke Shaw | Buts internationaux de Luke Shaw | Buts internationaux de Luke Shaw | Buts internationaux de Luke Shaw |
| 0                                | Date                             | Lieu                             | Compétition                      | Résultat                         | Adversaire                       | Détail                           | Détail                           | Sél.                             |
| -------------------------------- | -------------------------------- | -------------------------------- | -------------------------------- | -------------------------------- | -------------------------------- | -------------------------------- | -------------------------------- | -------------------------------- |
| 1er                              | 11 juillet 2021                  | Stade de Wembley, Londres        | Championnat d'Europe 2020        | 1 - 1 3 t.a.b 2                  | Italie                           | 2e                               | 0 - 1                            | 16e                              |
| 2e                               | 26 mars 2022                     | Stade de Wembley, Londres        | Match amical                     | 2 - 1                            | Suisse                           | 45+1e                            | 1 - 1                            | 20e                              |
| 3e                               | 26 septembre 2022                | Stade de Wembley, Londres        | Ligue des nations 2022-2023      | 3 - 3                            | Allemagne                        | 71e                              | 1 - 2                            | 23e                              |

## Palmarès

### En club
| Manchester United (5) |
| --- |
| - Premier League (0) : - Vice-Champion en 2018 et 2021 - Coupe d'Angleterre (1) : - Vainqueur en 2024 - Finaliste en 2018 et 2023 - Coupe de la Ligue (2) : - Vainqueur en 2017 et 2023 - Community Shield (1) : - Vainqueur en 2016 - Ligue Europa (1) : - Vainqueur en 2017 - Finaliste en 2021 et 2025 |

### En sélection
| Angleterre (0)                                           |
| -------------------------------------------------------- |
| - Championnat d'Europe (0) : - Finaliste en 2020 et 2024 |

### Distinctions personnelles
- Membre de l'équipe-type de Premier League en 2014 et 2021
- Membre de l'équipe-type de l'Euro 2020
- Buteur le plus rapide de l'histoire en finale de l'Euro[12]